# Гай Леканій Басс (консул 64 року)
Гай Лека́ній Басс (лат. Gaius Laecanius Bassus; I століття) — політичний і державний діяч Римської імперії, консул 64 року.

## Біографія
Походив з роду Леканіїв, що вийшов з Істрії. Син Гая Леканія Басса, консула-суффекта 40 року. Про молоді роки відомостей немає.
У 64 році Гая Леканія було обрано консулом разом з Марком Ліцинієм Крассом Фругі. Між 75 і 80 роком Гай Леканій був проконсулом римської провінції Азія.
Про подальшу долю Гая Леканія Басса відомості не збереглися.

## Родина
- Усиновлені Гай Леканій Басс Цецина Пет і Гай Леканій Басс Пакцій Пелігнум.